# 뤼베크 대학교
뤼베크 대학교(University of Lübeck)는 독일 북부 뤼베크에 있는 연구 대학으로, 거의 전적으로 의학 및 과학에 집중하고 있다. 2006년, 2009년 및 2016년에 뤼베크 대학교는 CHE 학교순위(CHE Hochschulranking)에 따르면 독일, 오스트리아, 스위스의 모든 대학교 중에서 의학 부문 1위를 차지했다. 컴퓨터 과학 및 분자 생명 과학 분야에서 이 대학교는 2009년 평가에서 2위를 차지했다.